# Emblème de l'Italie
L'emblème de l'Italie, créé en 1948 par Paolo Paschetto, est le symbole adopté par la jeune République italienne le 5 mai 1948 à la suite d'un concours public. Il remplace les armoiries de la maison de Savoie, qui avaient été du temps de la monarchie celles du royaume.

## Composition
Le symbole créé par Paolo Paschetto se compose d'une étoile blanche sur une roue dentée grise entourée par des rameaux de chêne et d'olivier liés d'un ruban rouge aux mots "REPUBBLICA ITALIANA" en lettres d'or.
L'étoile blanche est un symbole traditionnel de l'Italie dont la toute première mention remonte à la Grèce antique. Elle prend le nom de Stellone d'Italia et figura souvent dans les armoiries du royaume réunifié sous les Savoie. Elle sert ainsi de cimier aux grandes armes entre 1870 et 1890. Sa présence dans la composition était une des exigences du cahier des charges du concours de 1948.
La roue dentée représente le travail et le progrès. Ce choix n'étonne guère dans une Italie exsangue au sortir de la Seconde Guerre mondiale, en pleine période de reconstruction et d'industrialisation, alors que le parti communiste, par ailleurs, recueillait la sympathie d'une partie importante de la population. Avec l'étoile, elles sont entourées par une branche de chêne pour la force et une branche d'olivier, symbole de la paix.

## Les armoiries de la marine

les armes de la marine italienne

En plus de cet emblème national, la jeune république italienne se dota d'une composition armoriale destinée à la marine de guerre et qui fut adoptée également par la marine marchande et de plaisance. Ces armes ont été adoptées dès 1947 et se composent d'un écu écartelé des symboles des quatre grandes thalassocraties italiennes : 
- Venise, avec le lion de Saint-Marc,
- Gênes, avec la croix de Saint-Georges,
- Amalfi, avec la croix de Malte sur champ d'azur,
- Pise, avec la croix pommetée sur champ de gueules.

Le bord de l'écu est composé d'une cordelière et le tout est surmonté d'une couronne rostrale.

## Armoiries historiques
Pour les États pré-unitaires, se référer à l'article correspondant.
| Armoiries             | Description | Période   |
| --------------------- | --- | --------- |
|                       | Royaume napoléonien d'Italie Ecartelées de l'Église, de Venise au champ d'azur et le lion portant un bonnet phrygien, de Modène et de Piemont, un pal de Milan-Visconti entre les écartelures, sur le tout d'or à la couronne antique de sable, une bordure de gueules chargée de huit anneaux d'argent. L'écu, ceint du grand collier de l'ordre de la légion d'honneur, est placé sur une aigle napoléonienne, sommée d'une étoile d'or frappée, d'un N et deux haches en sautoir, sous un manteau de sinople sommé d'une couronne royale d'or | 1805-1814 |
|                       | Royaume unifié d'Italie De Savoie plain (une croix d'argent sur champ de gueules), l'écu entouré du collier de l'ordre de l'Annonciade et des rubans des quatre autres ordres royaux, soutenu par deux lions d'or à la tête contournée tenant chacun une lance terminée par le pavillon national et timbré d'un heaume d'or couronné de la couronne royale d'où sort un manteau de pourpre semé de croisettes d'argent et de roses d'or, le tout sous un pavillon d'azur au dome d'or, doublé d'argent, bordé d'un galon de l'ordre de l'annonciade et sommé d'une étoile d'argent rayonnant d'or.                                                                                              | 1870-1890 |
|                       | Royaume d'Italie De Savoie plain, l'écu entouré du collier de l'ordre de l'Annonciade et des rubans des quatre autres ordres royaux, soutenu par deux lions d'or à la tête contournée et timbré d'un heaume d'or couronné par la couronne de fer des rois lombards, le tout sous un pavillon de gueules semé de croisettes d'argent et de roses d'or, bordé d'un galon de l'ordre de l'annonciade, frangé d'or et doublé d'hermine, le dôme de toile d'argent avec un lambeau d'azur, des rayons d'or descendant du bord supérieur entre lesquels se trouvent des flammèches alternées d'or et de gueules, le pavillon surmonté de la couronne royale et d'un gonfalon aux couleurs nationales. | 1890-1929 |
|                       | Royaume d'Italie, période fasciste De Savoie plain, l'écu entouré du collier de l'ordre de l'Annonciade et des rubans des quatre autres ordres royaux, soutenu par deux faisceaux de licteur au naturel dont les lanières forment des lacs d'amour, au-dessus de la devise FERT répétée trois fois et timbré d'un heaume d'or couronné par la couronne de fer des rois lombards, le tout sous un pavillon de pourpre, galonné et frangé d'or, doublé d'hermine, le dôme de toile d'argent avec un lambeau d'azur, des rayons d'or descendant du bord supérieur entre lesquels se trouvent des flammèches alternées d'or et de gueules, le pavillon surmonté de la couronne royale.              | 1929-1944 |
|                       | Royaume d'Italie Retour aux armes de 1890. | 1944-1946 |
| en concurrence avec : | |           |
|                       | République sociale italienne Un écu tiercé en pal de gueules, d'argent chargé d'un faisceau de licteur au naturel et de sinople, sommé par un aigle romain. | 1944-1945 |